# ジェイムズ・デイヴィッド・グリーアー
ジェイムズ・デイヴィッド・グリーアー (James David "J.D." Greear, 1973年5月1日 - ) は、アメリカ人の福音派（エヴァンジェリカル）のリーダーであり、ノースカロライナ州ダーラムのThe Summit Churchの牧師である。第62代 南部バプテスト連盟総長として、2018年から2021年までを務めた。

## 幼少期および学歴
グリーアーはノースカロライナ州ウィンストン・セーラム.に生まれた。 Word of Life Bible Institute を卒業したのち、 キャンベル大学にて学士号(BA)を取得した。
1999年にサウスイースタン・バプテスト神学校の博士課程に入学し、2003年に主にキリスト教とイスラム教の神学について研究し博士号(PhD)を得た.。博士論文のタイトルは「テオーシスと対イスラム教徒伝道: 救済に対する教父学的理解の回復が、イスラム教徒への福音宣教において宣教師をどのように助けることができるか (“Theosis and Muslim Evangelism: How the Recovery of a Patristic Understanding of Salvation Can Aid Evangelical Missionaries in the Evangelization of Islamic Peoples”)」である。

## 経歴
1999年7月18日、グリーアーは,彼が育った教会でもあるセーレム・バプテスト教会で牧師按手を受けた。2002年、ダーラムの当時 Homestead Heights Baptist Church と呼ばれていた教会の牧師となったが、まもなく、グリーアーは同教会をThe Summit Churchとして再発足させた。着任してからの3年間で教会は拡大し、古い施設を売却して礼拝場所をダーラムのRiverside High School に移さなければならなかった.。また彼は南部バプテスト連盟の国際宣教局でも働いた。
2018年にグリーアーは南部バプテスト連盟の第62代総長に選出され、2019年に対抗馬がいなかったためにもう1年の任期で発声投票により再選された。彼の任期は、 COVID-19 パンデミック により南部バプテスト連盟の2020年の年次総会が開催されすに後継者を擁立できなかったことにより、3年目も延長となった。
2019年に南部バプテスト連盟の性暴力被害が明るみに出た際、グリーアーは、彼が牧会する教会で、性暴力の被害者および加害者を発見することに尽力した.。グリーアーによれば、国家的政治的な目的ではなく、イエス・キリストの福音のメッセージこそが、バプテスト教会の目的となるべきであるとしている。

## 参照
1. 1 2 3  Yonat Shimron. "Durham church spreads Gospel with DVDs." Archived 2008-10-19 at the Wayback Machine. newsobserver.com. Published 2008-10-16. Retrieved 2009-06-10.
2. ↑  Pittman (2019年6月19日). “Recap: 2019 SBC Annual Meeting Business Sessions” (英語). The Baptist New Mexican. 2021年6月18日閲覧。
3. ↑  Schroeder (2020年3月24日). “2020 SBC Annual Meeting canceled” (英語). Baptist Press. 2021年6月18日閲覧。
4. ↑  “20 years, 700 victims: Southern Baptist sexual abuse spreads as leaders resist reforms”. Houston Chronicle (2019年2月10日). 2023年6月1日閲覧。